# Kim Farrant
Pour les articles homonymes, voir Farrant.
Kim Farrant, née le 7 septembre 1975 à Melbourne (Australie), est une réalisatrice australienne.
Elle est surtout connue pour son travail sur les films Strangerland, Angel of Mine et The Weekend Away,,.

## Filmographie partielle

### Comme réalisatrice

#### Au cinéma
- 1997 : Alias  (court métrage)
- 1998 : Behind the Mask  (court métrage)
- 2000 :  Sammy Blue  (court métrage)
- 2007 :  Naked on the Inside
- 2008 : Bombshell  (court métrage)
- 2014 :  Between Me  (court métrage)
- 2015 :  Strangerland
- 2019 :  Angel of Mine
- 2022 :  The Weekend Away
- The Little Utopia

#### À la télévision
- 2001 :  The Secret Side of Me  (téléfilm)
- 2002 :  Insight: Out of the Saddle  (téléfilm)
- 2009 :  Rush  (série télévisée, 3 épisodes)

## Récompenses et distinctions

### Nominations
- Festival du film de Zurich 2007 : Golden Eye du Meilleur nouveau film documentaire pour Naked on the Inside
- Sundance Film Festival 2015 : Grand Prix du Jury dans la catégorie Cinéma mondial - Dramatique pour Strangerland
- Sydney Film Festival 2015 : prix du meilleur film pour Strangerland

- (en) Kim Farrant: Awards, sur l'Internet Movie Database